# Giovanni Rizzi

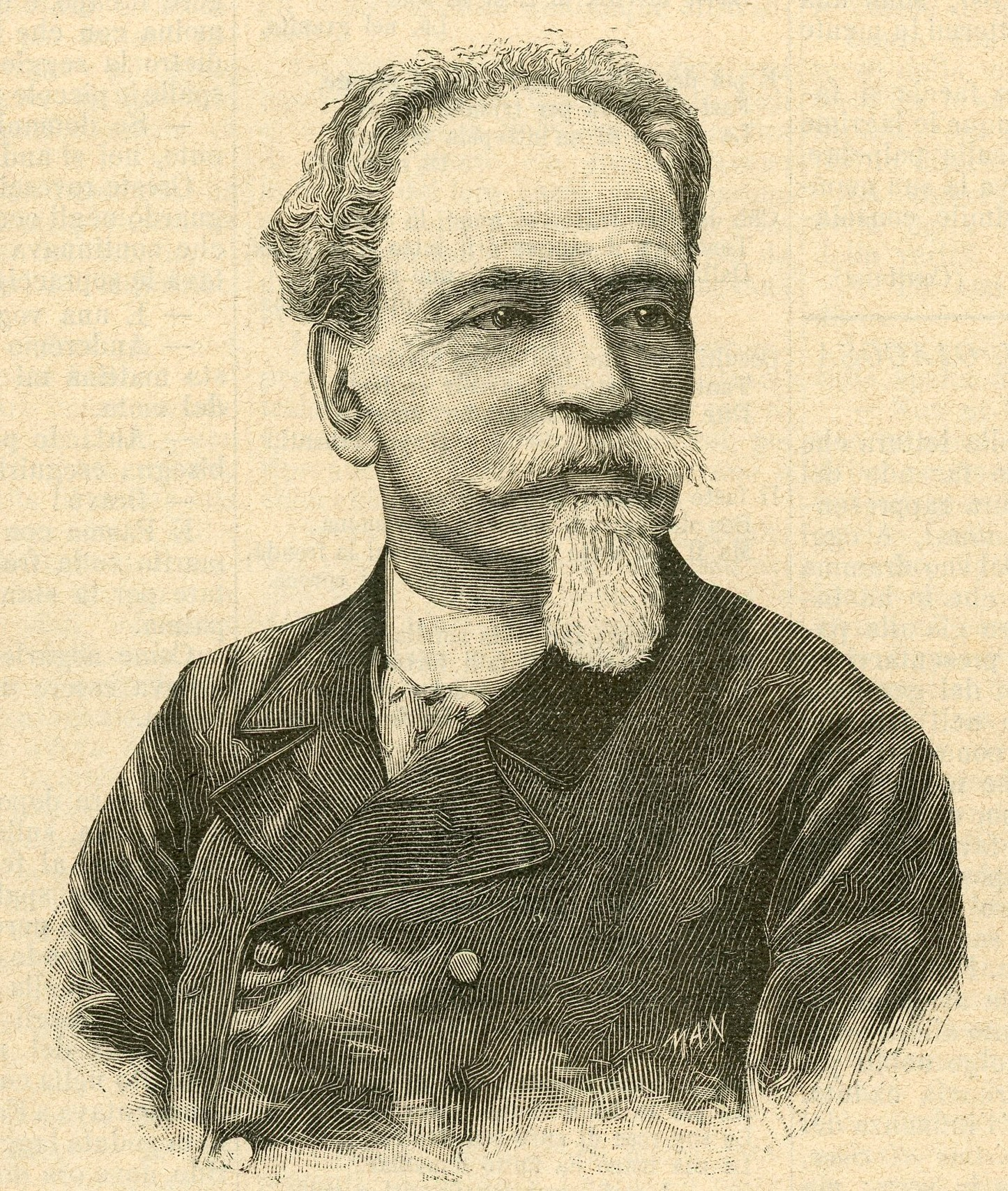
Giovanni Rizzi

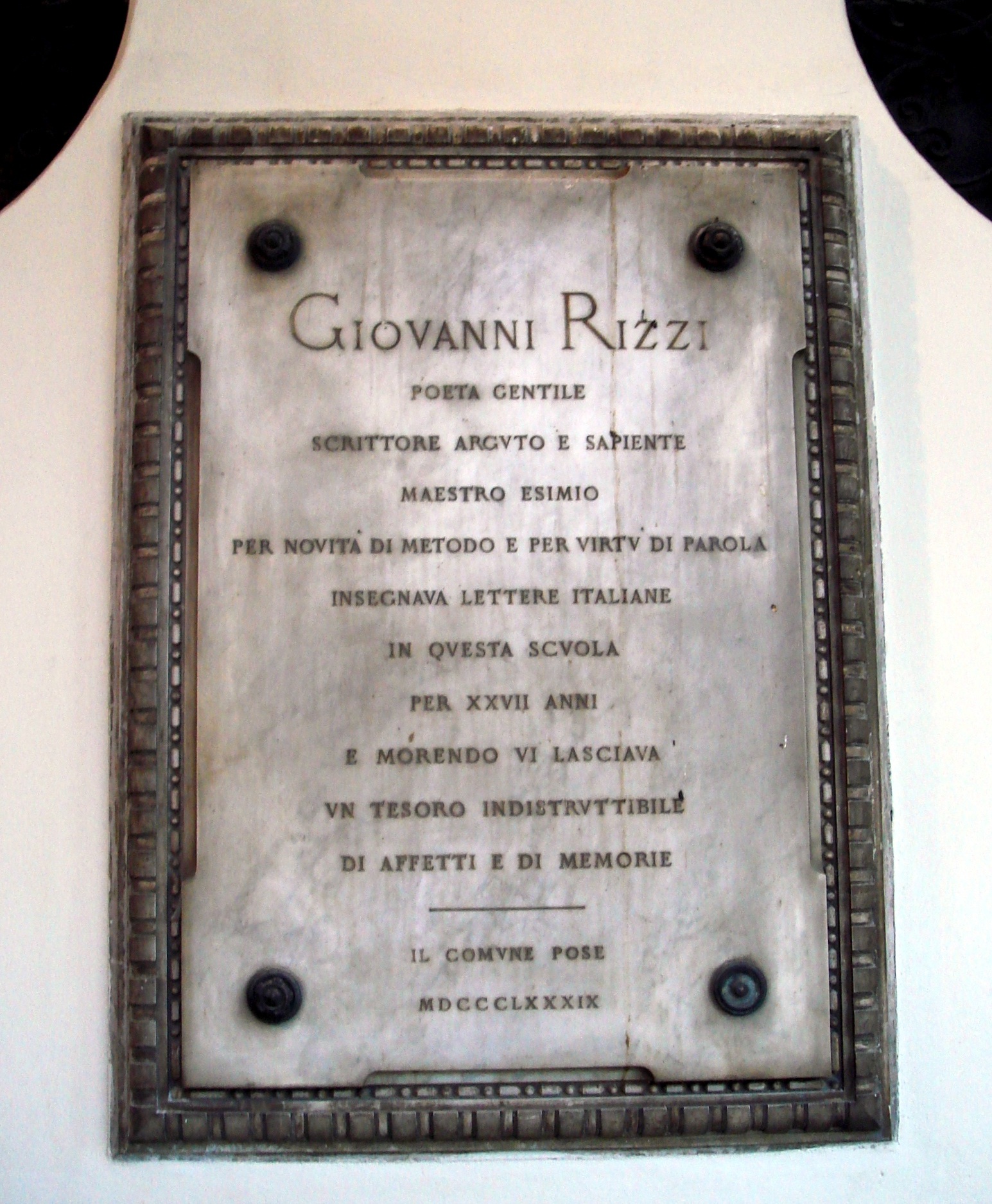
Lapide (1889) nell'androne di Palazzo Dugnani a Milano, risalente al periodo in cui fu usato come edificio scolastico da Giovanni Rizzi, che qui insegnò per 26 anni

(Giovanni Rizzi, da Un grido)
Giovanni Rizzi (Treviso, 22 ottobre 1828 – Milano, 9 settembre 1889) è stato un poeta italiano.

## Biografia
Nato da una famiglia originaria di Gries, in Val di Fassa, si batté come volontario nel Veneto durante i moti del 1848, quindi si trasferì a Milano dove fondò e fu direttore della Scuola Superiore femminile in cui insegnò anche italiano. 
Fu assiduo di casa Manzoni e polemizzò aspramente contro i poeti veristi e i loro capiscuola (Lorenzo Stecchetti e Giosuè Carducci) con il volumetto Un grido pubblicato per Brigola nel 1878 che ebbe un notevole successo (fino al 1880 ci furono 5 edizioni). In quest'opera egli si riteneva l'ultimo difensore dell'ideale e si faceva paladino dei santi affetti, della fede, della virtù, dell'amore per la patria, che a suo dire gli scrittori veristi della luciferina industria elzeviriana dell'editore Zanichelli avevano negato e vilipeso. Alle critiche del Rizzi, risposero Olindo Guerrini con il Prologo di Nova polemica  e Pier Enea Guarnerio con il libretto Auxilium.
Una sua lirica ebbe particolarmente successo (fu compresa in alcune antologie): si tratta del sonetto Agli uccelletti del mio giardino che fu parodiato dal Olindo Guerrini in Nova Polemica e nel Giobbe e da Felice Cavallotti nelle sue Anticaglie.

## Opere
- Ricordo, Milano, Giuseppe Bernardoni, 1873.
- Saggi di componimenti delle alunne della civica Scuola superiore di Milano pubblicati [da] Giovanni Rizzi, Milano, Giuseppe Bernardoni, 1874.
- Un grido, Milano, Brigola, 1878.
- El mio vecio veladon. Versi in veneziano, Milano, Tip. Giovanni Varisco fu Giuseppe, 1889.